# Isaac Newton Van Nuys
 (juillet 2024).
 (juillet 2024).
Le contenu est difficilement compréhensible vu les erreurs de traduction, qui sont peut-être dues à l'utilisation d'un logiciel de traduction automatique.
Isaac Newton Van Nuys, né le 20 novembre 1836 et mort le 12 février 1912, est un homme d'affaires, agriculteur et propriétaire de ranch américain qui possède toute la partie sud de la vallée de San Fernando, une zone de 24,1 kilomètres de long et 9,6 kilomètres de large. Avec l'approche de l'aqueduc de la rivière Owens et la possibilité d'une petite agriculture intensive, les spéculateurs de Los Angeles, dont Harry Chandler du Los Angeles Times, s'associent pour racheter Van Nuys en 1909 et développer la Vallée de San Fernando.
Un syndicat de développement le rachète en 1911 et fonde la ville de Van Nuys la même année. Son homonyme est nommé parrain honoraire de la communauté, il meurt un an plus tard. Son héritage comprend la ville, les écoles, les rues, les bibliothèques et un Liberty Ship nommé en son honneur.

## Jeunesse
Isaac Van Nuys est né à West Sparta, New York, fils de Peter Van Nuys et Harriet Kerr. Son père est né à Millstone, New Jersey, le 7 février 1808, a déménagé à West Sparta en 1822, est devenu agriculteur et a finalement possédé 500 acres (2,02 km2). Il a également été surveillant municipal et juge de paix. Il décède le 2 janvier 1875. Leur ancêtre patrilinéaire était Auke Jans van Nuys, un charpentier hollandais venu en Nouvelle-Hollande vers 1651 depuis Nuis, dans l'ouest de Groningue, et s'est installé à Long Island. Kerr est né dans le comté de Cayuga, New York, le 13 avril 1809. Peter et Harriet se sont mariés le 19 novembre 1829. Ils eurent sept enfants, Caroline M. Van Nuys (née le 4 juin 1833) ; Isaac N. ; A. Vinton Van Nuys (né le 8 juin 1840) ; Ella L. Van Nuys (22 novembre 1842 – 22 juillet 1843) ; Harriett E. Van Nuys (9 janvier 1844 – 9 août 1871) ; Webster B. Van Nuys (né le 8 février 1847) ; et Herbert K. Van Nuys (né le 22 avril 1852).

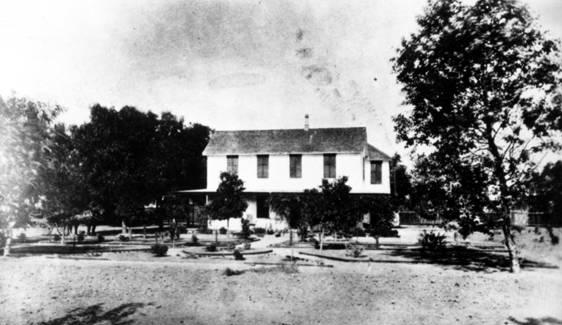
Maison d'Isaac Newton Van Nuys à Van Nuys en 1882.

Issac a fréquenté l'académie de Lima où il a été étudiant pendant un an.

## Carrière

### San Fernando Homestead Association
En 1865, à 29 ans, Van Nuys fut le premier membre de la famille à s'installer en Californie. Il a d'abord vécu à Napa et plus tard à Monticello, où il possédait un magasin de campagne. En 1871, il s'installe à Los Angeles, où il rachète la société d' Isaac Lankershim, la San Fernando Homestead Association. En 1869, il avait acheté la moitié sud de Rancho Ex-Mission San Fernando totalisant 60 000 acres (240 km 2 ) et se livrait à l'élevage de bétail, principalement des moutons. En 1873, Van Nuys et le fils de son futur beau-frère Isaac Lankershim, James Boon Lankershim, s'installèrent dans la vallée de San Fernando et assumèrent la gestion de la propriété. En 1874, ils ont commencé à cultiver des céréales, introduisant ainsi l’agriculture en zone aride. En 1876, ils ont rempli deux navires de blé Valley dans le port de Los Angeles à San Pedro. Il s'agissait à la fois de la première cargaison de céréales expédiée depuis le port de Los Angeles et du premier grain expédié de Californie vers l'Europe.

### Exploitation agricole et meunière de Los Angeles
En 1880, Van Nuys et James Boon Lankershim fondent la Los Angeles Farming and Milling Company à partir de la San Fernando Homestead Association. Isaac Van Nuys est le président et le directeur. L'entreprise dispose d'un bâtiment de quatre étages pour la meunerie afin de produire de la farine, du blé concassé, du hominy et des aliments pour le bétail. Van Nuys a également été vice-président de la Farmers and Merchants Bank ; un directeur de l'Union Bank of Savings; un directeur de la Los Angeles Pressed Brick Company ; et propriétaire de l'hôtel Van Nuys, érigé en 1896 au centre-ville de Los Angeles.

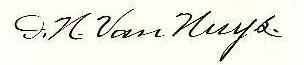
Signature d'Isaac Newton Van Nuys.

Alors que la ville de Los Angeles autorisait la construction de l'aqueduc de Los Angeles de William Mulholland depuis la vallée d'Owens jusqu'à la ville et la vallée, des plans de spéculation foncière pour la propriété de la Los Angeles Farming and Milling Company dans la vallée de San Fernando ont été élaborés. La construction de l'aqueduc a commencé en 1905 et s'achèvera en 1913. Par la suite, les terres qui n'étaient utiles que pour l'agriculture en zone aride ont pu être transformées en villes résidentielles et en cultures et vergers irrigués.

### Société de maisons de banlieue à Los Angeles
La Los Angeles Suburban Homes Company, dans le cadre de la « plus grande transaction foncière jamais enregistrée dans le comté de Los Angeles », était un syndicat dirigé par Harry Chandler, le directeur commercial du Los Angeles Times, avec Isaac Van Nuys, Hobart Johnstone Whitley, et James Boone Lankershim. Il a acquis "Tract 1000" en 1909 auprès de la Los Angeles Farming and Milling Company appartenant à Van Nuys et Lankershim. Il englobait les 47 500 acres (192 km2) de la moitié sud de l'ancienne concession de terres Rancho Ex-Mission San Fernando, tout à l'ouest des limites de la ville de Lankershim et au sud de l'ancien sillon (aujourd'hui Roscoe Boulevard) jusqu'aux Simi Hills et aux montagnes de Santa Monica, à l'exclusion de Rancho Los Encinos et Rancho El Escorpión.
La Los Angeles Suburban Homes Company a élaboré des plans pour trois nouvelles villes de Van Nuys, Marion (aujourd'hui Reseda ) et Owensmouth (aujourd'hui Canoga Park et West Hills ) ; un système de routes et de rues ; et incorporation dans la ville de Los Angeles pour recevoir l'eau du prochain aqueduc. Lors de la « Vente du siècle » en novembre 1910, il vendit aux enchères le reste du bétail et les actifs non fonciers de la Los Angeles Farming and Milling Company. Le Los Angeles Times a qualifié la vente aux enchères de "début d'un nouvel empire et d'une nouvelle ère dans le Southland",. Le 22 février 1911, les ventes de lots commencent pour la nouvelle ville de Van Nuys. La Janss Investment Company a été le premier développeur de celle-ci et d'Owensmouth. Le syndicat a également construit la ligne San Fernando, une nouvelle 20 milles (32,19 km) extension du système ferroviaire Pacific Electric depuis Lankershim (aujourd'hui North Hollywood), en passant par Van Nuys et Marion, jusqu'à son terminus d'Owensmouth.

## Vie privée
En 1880, Van Nuys épousa Susanna H. Lankershim de Los Angeles, fille d'Isaac Lankershim (1818-1882) et sœur de James Boon Lankershim (1850-1931), tous deux ses partenaires commerciaux. Ils ont eu trois enfants : Annis H., James Benton et Kate. Il était membre de l'ordre maçonnique, lié à Pentalpha Blue Lodge, au chapitre Signet, à la commanderie de Los Angeles et au temple du sanctuaire d'Al Malaikah. Il était républicain et membre de l'Église baptiste. Il a également fondé le cimetière Hollywood.
Il décède à 75 ans le 12 février 1912. Il est enterré (dans la section G, lot 118) au cimetière Evergreen à l'est de Los Angeles avec un monument haut et distinctif.

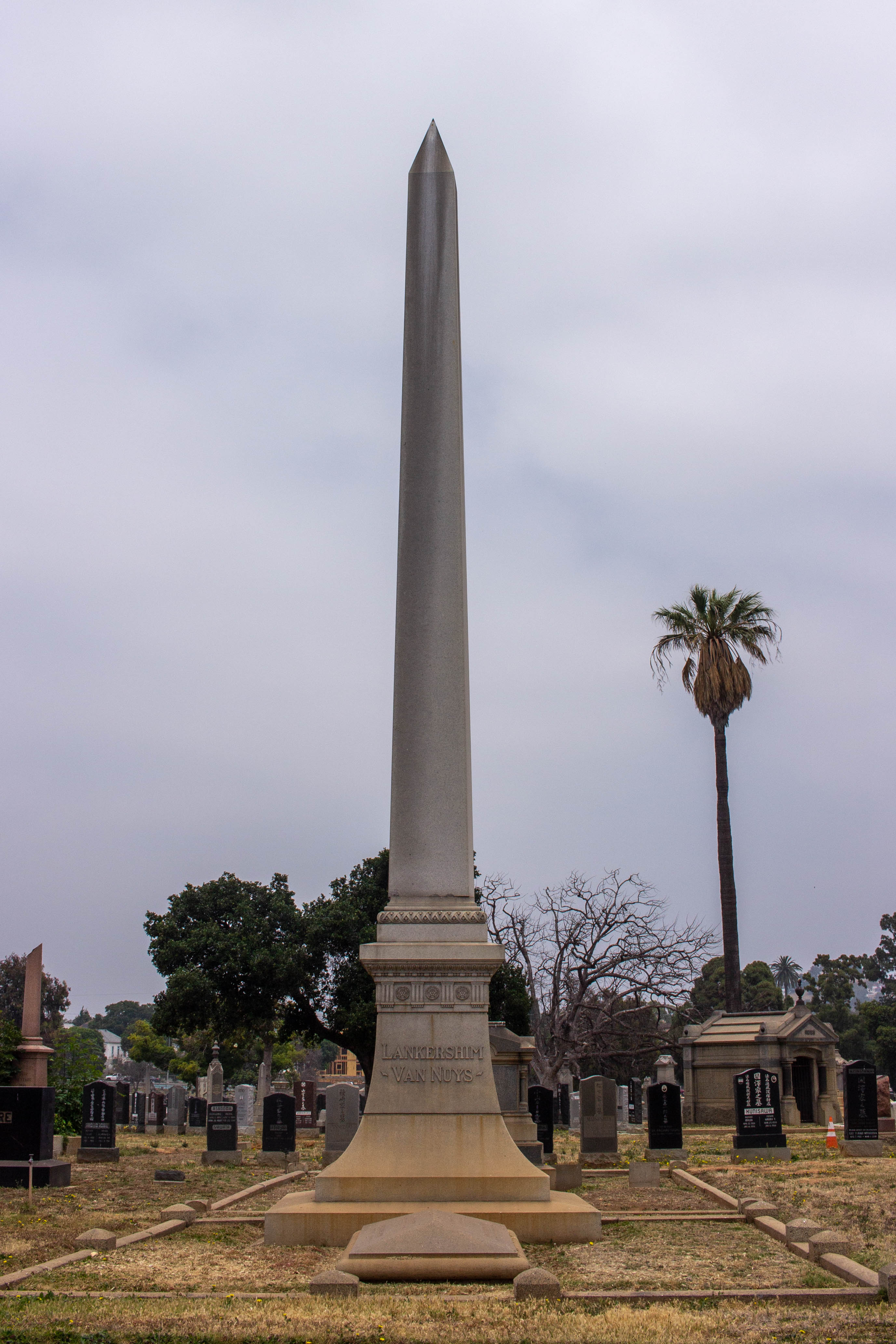
Un obélisque marquant la tombe de Van Nuys à l'est de Los Angeles.

## Héritage
Le 23 février 1944, un Liberty Ship porte le nom de Van Nuys et est lancé dans le port de Los Angeles à San Pedro, en Californie .